# Episodi di In casa Lawrence (terza stagione)
La terza stagione della serie televisiva In casa Lawrence è stata trasmessa in anteprima negli Stati Uniti d'America dalla ABC tra il 13 settembre 1977 e il 16 maggio 1978.
| nº | Titolo originale         | Titolo italiano | Prima TV USA      | Prima TV Italia |
| -- | ------------------------ | --------------- | ----------------- | --------------- |
| 1  | Acts of Love (Part 1)    |                 | 13 settembre 1977 |                 |
| 2  | Acts of Love (Part 2)    |                 | 20 settembre 1977 |                 |
| 3  | The First Time           |                 | 27 settembre 1977 |                 |
| 4  | Change of Heart          |                 | 4 ottobre 1977    |                 |
| 5  | Annie Laurie             |                 | 25 ottobre 1977   |                 |
| 6  | We Love You, Miss Jessup |                 | 1º novembre 1977  |                 |
| 7  | The Little Brother       |                 | 8 novembre 1977   |                 |
| 8  | Childhood's End          |                 | 15 novembre 1977  |                 |
| 9  | A Tale Out of Season     |                 | 22 novembre 1977  |                 |
| 10 | Labors of Love           |                 | 29 novembre 1977  |                 |
| 11 | A Child Is Given         |                 | 13 dicembre 1977  |                 |
| 12 | More Than Friends        |                 | 3 gennaio 1978    |                 |
| 13 | Princess in the Tower    |                 | 10 gennaio 1978   |                 |
| 14 | Echoes of Love           |                 | 17 gennaio 1978   |                 |
| 15 | See Saw                  |                 | 24 gennaio 1978   |                 |
| 16 | Lifeline                 |                 | 31 gennaio 1978   |                 |
| 17 | And Baby Makes Three     |                 | 7 febbraio 1978   |                 |
| 18 | Crossing Over            |                 | 14 febbraio 1978  |                 |
| 19 | The Covenant             |                 | 21 febbraio 1978  |                 |
| 20 | A Friend of the Family's |                 | 28 febbraio 1978  |                 |
| 21 | Fear of Shadows          |                 | 2 maggio 1978     |                 |
| 22 | Sleeping Gypsy           |                 | 9 maggio 1978     |                 |
| 23 | Counterpoint             |                 | 16 maggio 1978    |                 |